# SH0ES: Експерименти з визначення сталої Габбла з використанням наднових типу Ia
Програма SH0ES (Supernovae and {\displaystyle H_{0}} for the Equation of State of dark energy) була започаткована у 2005 році в рамках 15-го циклу спостережень телескопа Hubble Space Telescope (HST). Її метою було розв'язання неоднозначностей між космологічними параметрами, які використовуються для моделювання даних реліктового випромінювання (CMB), та параметром рівняння стану темної енергії {\displaystyle w=P/(\rho c^{2})}, де {\displaystyle P} — тиск, а {\displaystyle \rho } — густина маси темної енергії.
Метою програми було виміряти значення сталої Габбла ({\displaystyle H_{0}}) з точністю до 1%, що є ключовим для уточнення космологічних моделей. Цей проект став продовженням попередніх: 1) HST Key Project on the Extragalactic Distance Scale 
, яке використовувало інструмент WFPC2 для пошуку цефеїд у галактиках, пов'язаних із вторинними індикаторами відстаней; 2) програми калібрування світності наднових типу Ia , яка також базувалася на WFPC2 і зосереджувалася на галактиках-господарях наднових типу Ia.
SH0ES використовувала нові інструменти, такі як ACS і пізніше WFC3, для побудови лінійки відстаней за допомогою цефеїд і наднових типу Ia.
Перші результати програми SH0ES базувалися на спостереженнях цефеїд у шести галактиках-господарях «ідеальних» калібраторів наднових типу Ia, виконаних за допомогою ACS (оптичний діапазон) і NICMOS (ближній інфрачервоний діапазон), а також одного геометричного репера — NGC 4258, для якої точність визначення відстані за допомогою мазерів становила 3% . Результатом стало вимірювання {\displaystyle H_{0}=74.2\pm 3.6} км/(с·Мпк) із точністю 5%. У поєднанні з 5-річними даними WMAP  це дало значення параметра рівняння стану {\displaystyle w=-1.12\pm 0.12}, що узгоджувалося зі значенням {\displaystyle H_{0}=71.9\pm 2.6} км/(с·Мпк), отриманим лише на основі WMAP і ΛCDM.
Другий етап програми включав збільшення кількості калібраторів наднових Ia до восьми, спостереження та вимірювання всіх цефеїд за допомогою WFC3 (оптичний та ближній інфрачервоний діапазон), розширення геометричного калібрування цефеїд за рахунок додавання двох нових незалежних реперів: Великої Магелланової Хмари (LMC) через відстані, визначені за допомогою подвійних затемнюваних систем ; Чумацького Шляху через паралакси, виміряні Fine Guidance Sensor на HST .
Це призвело до нового результату: {\displaystyle H_{0}=73.8\pm 2.4} км/(с·Мпк). У поєднанні із 7-річними даними WMAP  було отримано {\displaystyle w=-1.08\pm 0.10} і оцінку ефективного числа релятивістських частинок {\displaystyle N_{\text{eff}}=4.2\pm 0.7}. Цей результат узгоджувався з повторною калібровкою кінцевих даних HST Key Project, яка дала {\displaystyle H_{0}=74.4\pm 2.2} км/(с·Мпк) .

## Методологія
Стала Габбла є поточним співвідношенням між червоним зміщенням і відстанню, вираженим як {\displaystyle cz=H_{0}D}, яке вимірюється на космологічних відстанях, де розширення є домінуючим джерелом червоного зміщення. У програмі SH0ES вона вимірюється за допомогою трирівневої лінійки відстаней (див. Шкала космічних відстаней), яка включає одночасну оцінку:
1. Геометричних вимірювань відстаней до стандартизованих змінних цефеїд.
2. Стандартизованих цефеїд і співрозташованих наднових Ia у близьких галактиках.
3. Наднових Ia у потоці Габбла.

Це здійснюється шляхом одночасної оптимізації статистики {\displaystyle \chi ^{2}}, щоб визначити найбільш ймовірні значення параметрів у відповідних залежностях. Дані включають вимірювання, їхні невизначеності та коваріації.
Параметри включають відстані до всіх галактик-господарів та п'ять додаткових параметрів: стандартна світність наднових Ia і цефеїд; два параметри, що стандартизують світності цефеїд (їхня залежність від періоду та металічності); значення {\displaystyle H_{0}}.
Щоб коротко підсумувати відповідні залежності, модуль відстані до джерела визначається як
{\displaystyle \mu _{0}=m_{0}-M_{0}=5\log D+25}
де {\displaystyle D} — світлова відстань у мегапарсеках; {\displaystyle m} — видима зоряна величина; {\displaystyle M} — абсолютна зоряна величина; індекс {\displaystyle 0} вказує, що величина очищена від (або скоригована) поглинання міжзоряним пилом.
Видимі зоряні величини цефеїд, очищені від поглинання також відомі як "величини Wesenheit" позначаються тут як {\displaystyle m_{H}^{W}} (у конкретній галактиці-господарі, наприклад, NGC 4258, ці зоряні величини запишуться таким чином {\displaystyle m_{H}^{W},_{\mathrm {NGC\ 4258} }}). 
Для {\displaystyle j}-тої зоряної величини цефеїди у {\displaystyle i}-тій галактиці-господарі, враховуючи період {\displaystyle P_{i,j}} у днях і металічність {\displaystyle [{\text{O/H}}]_{i,j}}, визначену відносно Сонця, маємо наступне рівняння
{\displaystyle m_{H,i,j}^{W}=\mu _{0,i}+M_{H,1}^{W}+b_{W}(\log P_{i,j}-1)+Z_{W}\mathrm {[O/H]_{i,j}} }
де {\displaystyle M_{H,1}^{W}} — стандартна абсолютна зоряна величина для цефеїди з {\displaystyle \log P=1} ({\displaystyle P=10} днів) і сонячною металічністю, а параметри {\displaystyle b_{W}} і {\displaystyle Z_{W}} (іноді позначаються як {\displaystyle \gamma } у літературі) визначають емпіричну залежність між періодом, металічністю та світністю цефеїд. Значення {\displaystyle [{\text{O/H}}]_{i,j}} визначається на його галактоцентричній радіальній позиції.
Набір галактик-господарів, у яких присутні і наднові типу Ia, і цефеїди, з'єднує ці два індикатори відстаней. Таким чином, для наднової Ia у {\displaystyle i}-тій галактиці-господарі цефеїд
{\displaystyle m_{B,i}^{0}=\mu _{0,i}+M_{B}^{0}}
де {\displaystyle m_{B,i}^{0}} — видима зоряна величина в максимумі яскравості, яка стандартизована (тобто скоригована на варіації навколо світності та будь-якої залежності від господаря; див. ), {\displaystyle M_{B}^{0}} — стандартна світність наднової типу Ia, а {\displaystyle \mu _{0,i}} — той самий параметр, що й у рівнянні вище.
Лінійка завершується набором наднових Ia, які вимірюють швидкість розширення, що виражається як вимірювання значення {\displaystyle a_{B}}. У межах низьких червоних зміщень ({\displaystyle z\approx 0}) це просто {\displaystyle a_{B}=\log cz-0.2m_{B}^{0},} але для довільної історії розширення та {\displaystyle z>0} це виражається як
{\displaystyle a_{B}=\log cz\left(1+{\frac {1}{2}}[1-q_{0}]z-{\frac {1}{6}}[1-q_{0}-3q_{0}^{2}+j_{0}]z^{2}+O(z^{3})\right)-0.2m_{B}^{0}}
вимірюється з набору наднових типу Ia ({\displaystyle z,m_{B}^{0}}), де {\displaystyle z} — це червоне зміщення, спричинене розширенням, {\displaystyle q_{0}} — параметр уповільнення, а {\displaystyle j_{0}} — параметр ривка . Cтала Габбла визначається при {\displaystyle z\approx 0} таким чином
{\displaystyle \log {H_{0}}=a_{B}+0.2M_{B}^{0}+5}
Значення {\displaystyle H_{0}} та інші параметри отримується шляхом оптимізації статистики {\displaystyle \chi ^{2}} для вибірки даних з цифеїд та наднових типу Ia.

## Результати
Ця підгонка дає {\displaystyle \chi ^{2}=1.03} при {\displaystyle N=3445} ступенях вільності, з параметрами нахилу цефеїд, металізації та світності: {\displaystyle b_{W}=-3.299\pm 0.015} маг/дец, {\displaystyle Z_{W}=-0.217\pm 0.046} маг/дец, та {\displaystyle M_{HW,1}=-5.894\pm 0.017} маг., {\displaystyle M_{B}^{0}=-19.253\pm 0.027} маг. Рисунок справа показує базові дані, підгонку та залишки.
Значення постійної Габбла, отримане з базової підгонки, становить {\displaystyle H_{0}=73.04\pm 1.01} км/(с·Мпк).

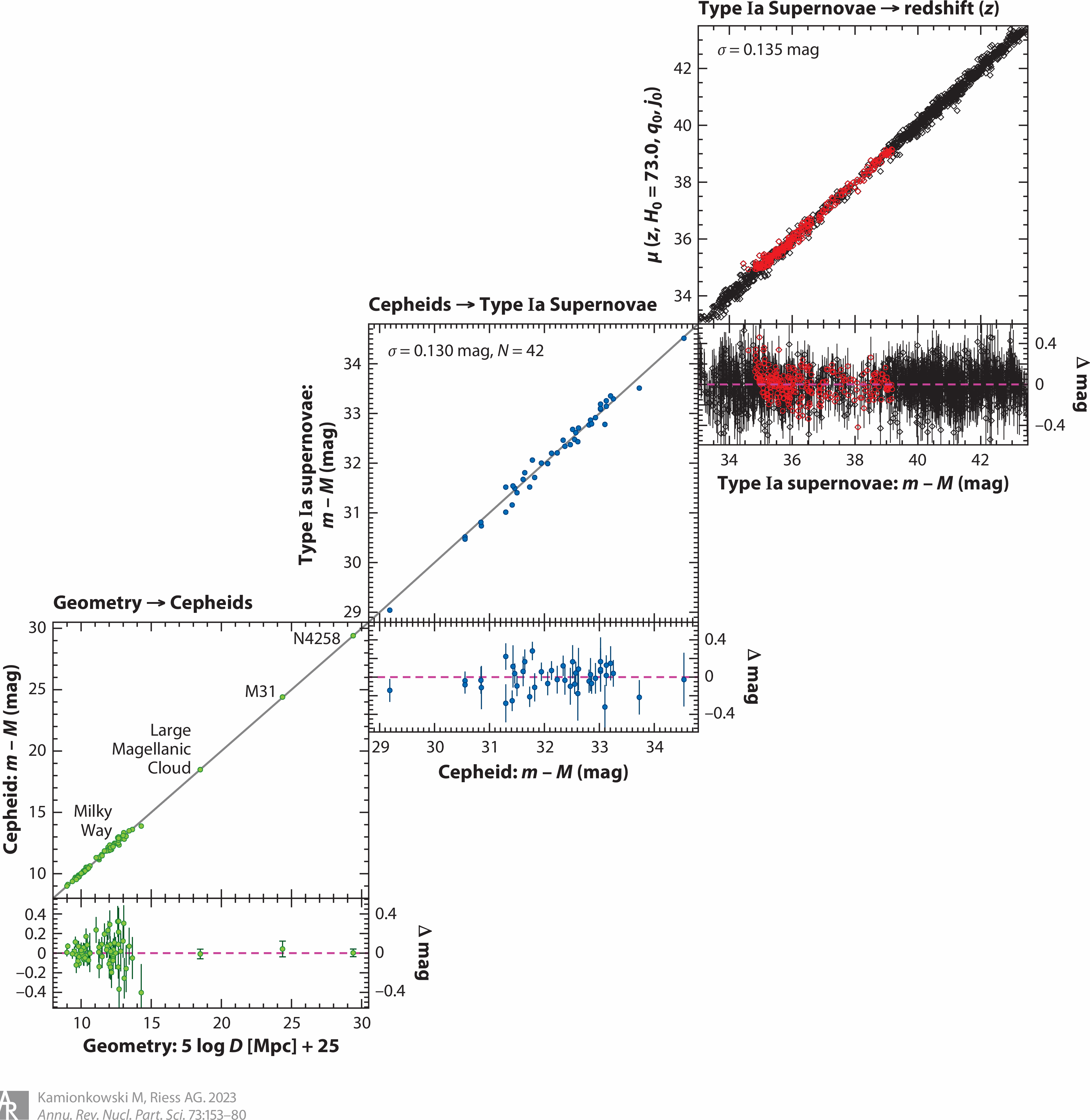
Завершена лінійка відстаней. Одночасна узгодженість пар відстаней: геометричні та на основі цефеїд (внизу зліва), на основі цефеїд та наднових (по центру), і на основі наднових та червоного зміщення (вгорі справа) дає значення сталої Габбла. Для кожного кроку геометричні або калібровані відстані на абсцисі служать для калібрування відносного індикатора відстані на ординаті через визначення M_B або H_0. Показані результати є апроксимацією до глобальної підгонки. Червоні точки для наднових типу Ia знаходяться в межах 0.0233 < z < 0.15, при цьому нижня межа червоного зміщення викликає вигляд асиметричних залишків при побудові графіка відстані.

Цей результат успішно пройшов низку тестів на нульові гіпотези, його було відтворено з опублікованою фотометрією цефеїд, а фотометрія цефеїд була перевірена незалежно. Шістдесят сім варіантів базового аналізу демонструють, що важко знизити центральне значення нижче ~72.5 або вище ~73.5. Залежність між металічністю цефеїд і світністю, яка раніше була джерелом невизначеності, була добре калібрована, і, завдяки великій кількості реперів, має незначний вплив на {\displaystyle H_{0}}.
Однак важливо перевіряти кожен крок цієї лінійки відстаней. Це можна зробити за допомогою інших незалежних індикаторів відстаней, таких як флуктуації поверхневої яскравості (SBF), вершина  гілки червоних гігантів (TRGB), наднові типу II (SNe II) та Міриди. Для калібрування найближчої наднової Ia індикатор відстані має досягати галактик на відстані більше 10 Мпк. Для добре каліброваного потоку Габбла індикатор відстані має досягати {\displaystyle D\sim 100} Мпк, щоб специфічні швидкості (порядку {\displaystyle 1,000} км/с) були малі порівняно з швидкістю потоку Габбла. Щоб калібрувати за допомогою паралакса, індикатор відстані має бути присутнім у Чумацькому Шляху.

## Напруга між вимірюваннями сталої Габбла через лінійку відстаней (SH0ES) та реліктове випромінювання
Детальніше див. Напруженість Габбла
Перше зусилля для визначення {\displaystyle H_{0}} за допомогою даних реліктового випромінювання (CMB) було зроблено у 2000 році, але результати не були обмежувальними, оскільки ці початкові вимірювання не мали достатньої інформації про вищі піки у спектрі потужності CMB для точного визначення {\displaystyle \Omega _{m}} (щільність матерії) та {\displaystyle \Omega _{b}} (щільність баріонів). Це стало можливим завдяки Wilkinson Microwave Anisotropy Probe (WMAP) від NASA, який у своєму фінальному звіті отримав {\displaystyle H_{0}=69.3\pm 0.8} км/(с·Мпк), покращивши початковий результат першого року місії {\displaystyle H_{0}=73\pm 5} км/(с·Мпк).
Згодом супутник Planck Європейського космічного агентства (ESA) забезпечив спектри потужності до моментів мультиполів {\displaystyle l\sim 2,500} (на противагу {\displaystyle l\sim 800} для WMAP), що дозволило знайти {\displaystyle H_{0}=67.4\pm 0.5} км/(с·Мпк). Ці вимірювання були додатково розширені до менших кутових масштабів за допомогою телескопів Atacama Cosmology Telescope (ACT) та South Pole Telescope (SPT), які отримали схожі значення {\displaystyle H_{0}} з похибками на рівні нижче кілометрів на секунду на мегапарсек.
Різниця між місцевими вимірюваннями темпу космічного розширення на основі відстаней і червоних зсувів та темпом розширення, отриманим з даних CMB і кластерування галактик, з часом ставала статистично більш значущою завдяки новим даним і одночасно витримала ретельну перевірку відповідних вимірювань і аналізів. Ця напруга Габбла не вирішується стандартними моделями для темної енергії на пізніх етапах, які розглядалися протягом 20 років. Аналогічні космологічні напруги в минулому призводили до нових ідей щодо зіркових популяцій (щоб пояснити аномально великий початковий темп розширення Габбла) та фундаментальної фізики (невідповідність сталої Габбла і віку Всесвіту в 1990-х роках, яка була вирішена в кінцевому підсумку через відкриття космологічної сталої). Хоча залишається невизначеним, як буде вирішена поточна напруга Габбла, вона, ймовірно, надасть глибокі нові уявлення в астрофізиці або фізиці.
Найбільш перспективним новим поясненням цієї напруги є нова фізика раннього Всесвіту, що зменшує звуковий горизонт. Найпопулярнішим напрямом для таких ідей є рання темна енергія (EDE), яка зменшує звуковий горизонт, збільшуючи темп розширення, але є й інші моделі, які включають, наприклад, змінене тяжіння або зміни у фізиці первинної плазми. Однак будь-яка така модель сильно обмежена даними — модель повинна зберігати відмінну узгодженість між різноманітними і точними наборами даних і канонічною моделлю {\displaystyle \Lambda CDM}. Все ж є моделі, які працюють і залишаються життєздатними навіть після порівняння з кількома точними новими наборами даних. На відміну від останньої (1990-х років) напруги Габбла, яка була вирішена в кінцевому підсумку одним числом — космологічною сталою, специфікація моделей EDE є більш складною і тому не такою легкою для сприйняття теоретиками. Однак вирішення залишається за даними.
На щастя, наступні кроки в дослідженні напруги Габбла є чіткими. Більш того, необхідна спостережна інфраструктура вже існує, оскільки вона здебільшого збігається з тією, що була зібрана для вивчення темної енергії (пізній Всесвіт) та інфляції. Дослідження астрофізичних і вимірювальних невизначеностей слід продовжувати. Як неодноразово показав досвід у космології, одного правильного рішення не існує: надійні висновки можливі лише через використання кількох спостережних підходів та ретельної системи калібрувань, перекалібрувань і перевірок на узгодженість.